# ترین‌کوت
تَرین‌کوت مرکز ولایت ارزگان کشور افغانستان است و تقریباً ۱۰٬۰۰۰ نفر نفوس دارد.